# Hierophis
Hierophis (Fitzinger, 1843) è un genere di serpenti della famiglia dei Colubridi.

## Tassonomia
Il genere comprende le seguenti specie:
- Hierophis andreanus (Werner, 1917).
- Hierophis carbonarius, precedentemente considerato una sottospecie di H. viridiflavus[2].
- Hierophis cypriensis (Schätti, 1985).
- Hierophis gemonensis (Laurenti, 1768), il colubro dei Balcani.
- Hierophis spinalis (Peters, 1866).
- Hierophis viridiflavus (Lacépède, 1789), il biacco.